# 后山站 (波士顿地铁)
后山站（英語：Back of the Hill station）是位于马萨诸塞州波士顿传教山地区的地面轻轨站，波士顿轻轨绿线E支线在此站停靠。车站以站旁的后山公寓综合体命名，该公寓群主要为老人及残疾人开发。据2011年统计，后山站是整个波士顿地铁系统中使用率最低的车站，日均乘客仅为35人。整个马萨诸塞湾交通局地铁这站中仅有四座车站日均活跃乘客少于100人。尽管使用率低，但是为方便公寓群中老人及残疾人，车站被保留。

## 车站结构
E支线布里格姆环岛站至希思街站为马萨诸塞湾交通局仅存的有轨电车段，列车轨道铺沿道路铺设，但没有专用道或中央隔离带，因此列车与普通机动车混行。后山站是这段轨道上的四座车站之一。
车站没有站台，乘客需要等在路边的人行道上轻轨站车牌下，因此后山站并不是无障碍车站。当列车靠近时，司机会根据站牌或候车棚下是否有乘客决定是否停车。列车车门上为红色的"Stop"停车标志，停车上下乘客时，会像校车一样伸出警示，提醒周围车辆注意上下车乘客。马萨诸塞州法律规定轻轨列车停止并伸出停车标志时，机动车不允许超车。
| G 街道/站台层 | 人行道候车，右侧开门 | 人行道候车，右侧开门 |
| G 街道/站台层 | 出城                 | 往希思街（终点站）   |
| G 街道/站台层 | 入城                 | 往莱希米尔（河道）   |
| G 街道/站台层 | 人行道候车，右侧开门 |                      |